# Cryptodromia trituberculata
Cryptodromia trituberculata is een krabbensoort uit de familie van de Dromiidae. De wetenschappelijke naam van de soort is voor het eerst geldig gepubliceerd in 1939 door Alida Buitendijk.
Deze soort komt voor in de Indonesische Archipel. Ze werd verzameld tijdens de eerste Snellius-expeditie naar Nederlands-Indië in 1930.